# American Girls (Counting Crows)
American Girls is een nummer van de Amerikaanse rockband Counting Crows uit 2002. Het is de eerste single van hun vierde studioalbum Hard Candy.
De achtergrondvocalen op het nummer worden verzorgd door Sheryl Crow. "American Girls" gaat over een arrogante man die gedumpt wordt door zijn vriendin nadat hij het als vanzelfsprekend beschouwde dat zij zijn vriendin werd. Volgens zanger Adam Duritz is het een "donker en smerig nummer, maar dat ontdek je pas als je er echt goed naar luistert." Het nummer flopte in Amerika, maar werd wel een hitje in het Verenigd Koninkrijk. Hoewel het nummer in Nederland slechts een 77e positie in de Single Top 100 bereikte, werd het er wel een radio hit.